# Hellmut Körner

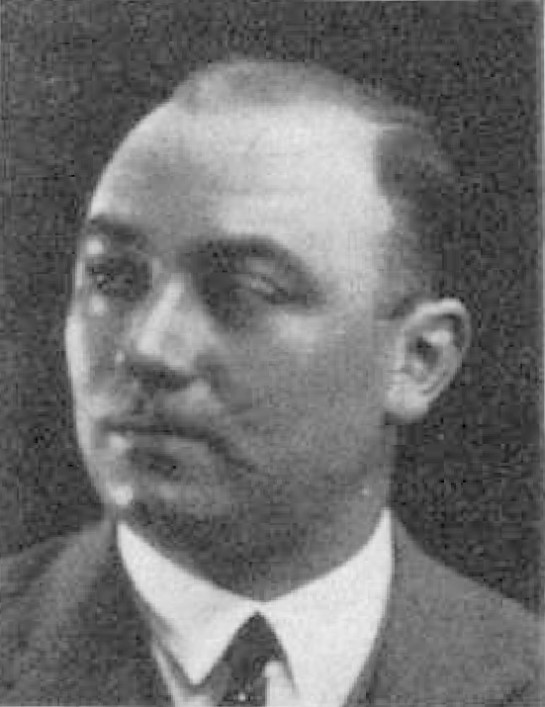
Hellmut Körner

Max Otto Hellmut Körner (* 16. Februar 1904 in Dresden; † 27. Februar 1966 in Hamburg) war ein deutscher Reichstagsabgeordneter der NSDAP und Landesbauernführer in Sachsen.

## Leben
Der Sohn des Rechtsanwalts und Notars Johannes Körner und dessen Ehefrau Susanna Lahl besuchte die Bürgerschule und das Realgymnasium in Dresden-Blasewitz, studierte von 1925 bis 1927 Landwirtschaft an der Universität Leipzig und pachtete 1928 ein Gut in Piskowitz bei Zehren.
Körner gehörte dem Wehrwolf an und war von 1928 bis 1929 Mitglied im Stahlhelm. Er trat zum 1. Oktober 1930 in die NSDAP ein (Mitgliedsnummer 328.871) und wurde im September 1930 Ortsgruppenleiter in Zehren.

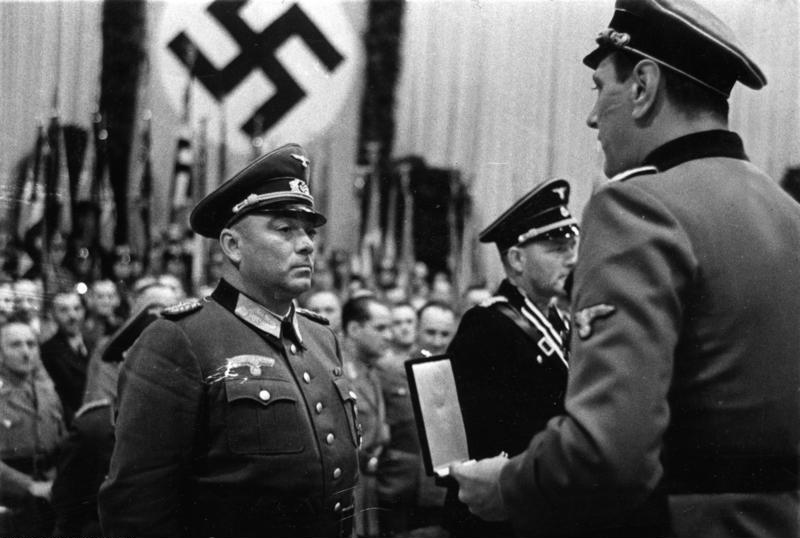
Körner erhält am 3. Oktober 1943 das Ritterkreuz des Kriegsverdienstkreuzes aus der Hand von Otto Skorzeny

Bereits einen Monat später vertraute man ihm das Kreisamt für Landwirtschaft im Kreis Meißen an. Im Februar 1931 wurde er landwirtschaftlicher Gaufachberater der NSDAP im Gau Sachsen. Im Juli 1932 erhielt er im Wahlkreis Dresden-Bautzen ein Reichstagsmandat für die NSDAP, das er bis zum Mai 1945 innehatte. Nach der Machtübernahme durch die Nationalsozialisten wurde er Landesbauernführer der Landesbauernschaft Sachsen in Dresden. Zum 1. Juni 1934 wurde er Mitglied der SS (SS-Nummer 227.544) und arbeitete ab Mai 1936 im Rasse- und Siedlungshauptamt der SS mit. Im selben Jahr erwarb er einen Erbhof (s. Reichserbhofgesetz) in Dahlen (Sachsen) und wurde im folgenden Jahr zum Leiter des Verwaltungsamtes des Reichsbauernführers nach Berlin berufen.
Bald nach Ausbruch des Zweiten Weltkrieges wurde er im Oktober 1939 Leiter der Hauptabteilung Ernährung und Landwirtschaft des Generalgouvernements in Krakau. Diese Funktion, in der er am 4. Mai 1941 zum SS-Brigadeführer ernannt wurde, übte er bis zum Beginn des Überfalls auf die Sowjetunion im Juni 1941 aus, als er Kriegsverwaltungsvizechef und Leiter der Chefgruppe Landwirtschaft bei der Wirtschaftsinspektion Süd wurde. Nach der Bildung des Reichskommissariats Ukraine wurde er Leiter der Hauptabteilung Ernährung und Landwirtschaft in Rowno. Körner stand zugleich dem Verwaltungsrat der Landbewirtschaftungsgesellschaft Ukraine (LBGU) vor. Auf dem Höhepunkt seiner Karriere übernahm er am 9. November 1944 eine Funktion im SS-Rasse- und Siedlungshauptamt.
Nach Kriegsende war Körner Prokurist in Hamburg.

## Auszeichnungen (Auswahl)
- Goldenes Parteiabzeichen der NSDAP am 30. Januar 1939[7]
- Ritterkreuz des  Kriegsverdienstkreuzes mit Schwertern am 3. Oktober 1943[8]
- Ehrendegen des Reichsführers SS
- Totenkopfring der SS

## Werke
- Wege zur Leistung in der Erzeugungsschlacht. Berlin: Reichsnährstand 1938 (Co-Autor: Georg Claus).
- Zwischen Warthegau und UdSSR. Berlin: Reichsnährstand 1941.